# Dolnje Dobravice
Dolnje Dobravice – wieś w Słowenii, w gminie Metlika. W 2018 roku liczyła 74 mieszkańców.